# Villaviciosa de Odón
Villaviciosa de Odón är en kommun i Spanien. Den ligger i den autonoma regionen Madrid, i den centrala delen av landet, 19 km väster om huvudstaden Madrid. Antalet invånare är 29 273 (2024).